# Procédure d'adhésion de la Turquie à l'Union européenne
La Turquie a déposé sa candidature d'adhésion à l'Union européenne (alors Communauté européenne) le 14 avril 1987. La Turquie est un État tiers associé à l'Union européenne et aux communautés qui l'ont précédée depuis 1963. La Turquie a signé un accord d'union douanière avec l'Union en 1995 et a officiellement été reconnue candidate le 12 décembre 1999 lors du Conseil européen d'Helsinki. Les négociations commencèrent le 3 octobre 2005. L'acceptation de la candidature, et l'ouverture de crédits qu'elle entraîne sont devenus un sujet de controverse majeur parmi les élargissements en cours de l'Union européenne.
En novembre 2016, le Parlement européen demande le gel des négociations d'adhésion en raison des accords concernant la crise migratoire européenne et les mesures de répression jugées « disproportionnées » prises par Ankara à la suite de la tentative de coup d'État de juillet 2016. Avec la validation du référendum constitutionnel sur le changement de régime politique en mars 2017, des représentants nationaux et européens se prononcent pour un arrêt de la procédure. Il en est de même côté turc, où Recep Tayyip Erdoğan souhaite organiser d'autres référendums portant sur l'abandon de la procédure et sur la réintroduction de la peine de mort, ce qui constituerait « une rupture avec les valeurs européennes » défendues par l'UE et le Conseil de l'Europe, dont la Turquie est également membre.
En juin 2018, les négociations sont gelées.

## Historique de la candidature

### Un objectif d’adhésion ancien
Le 11 novembre 1957, le Premier ministre turc Menderes présente son programme : il annonce que la Turquie entend participer aux initiatives telles que la Communauté économique européenne, et qu'elle souhaite que ces initiatives conduisent à une « Union politique européenne ».
Le 31 juillet 1959, dix-huit mois après l'entrée en vigueur des traités de Rome, la Turquie a présenté sa demande d’association à la CEE. Le 9 juillet 1961, lors de l'adoption de la nouvelle Constitution turque, un alinéa est rajouté à l'article 65, concernant la ratification des traités internationaux, afin de faciliter l'adhésion turque à la CEE. L’association avec la Turquie entra en vigueur le 1er décembre 1964.

### Accord d’Ankara
Le 12 septembre 1963, l’accord d’association entre la Turquie et la Communauté économique européenne, surnommé accord d’Ankara, est signé. Le préambule de l’accord d’association « reconnaît que l’appui apporté par la CEE aux efforts du peuple turc pour améliorer son niveau de vie facilitera ultérieurement l’adhésion de la Turquie à la Communauté ». Dans le texte de l’accord, l’article 28 précise : « lorsque le fonctionnement de l’accord aura permis d’envisager l’acceptation intégrale de la part de la Turquie des obligations découlant du traité instituant la Communauté, les parties contractantes examineront l'éventuelle possibilité d’une adhésion de la Turquie à la Communauté ».
Cet accord entra en vigueur le 12 décembre 1964. L'accord d'Ankara cherchait à intégrer la Turquie dans une Union douanière avec la CEE tout en reconnaissant le but qu'est l'adhésion.

### Fin des années 1960 et les années 1970
Le 27 juin 1967 le président de la république de Turquie est reçu à l’Élysée par Charles de Gaulle.
Ce dernier, sans jamais parler d'adhésion, évoqua une coopération avec la Turquie : « En Europe, […] l'intérêt de nos deux Républiques n'est-il pas de conjuguer leurs efforts pour qu'au lieu de l'opposition stérile de deux camps s'établissent la détente, l'entente et la coopération entre tous les peuples de notre continent ».
En novembre 1970, un « protocole additionnel » établit un programme pour l'abolition des tarifs douaniers et quotas sur les biens circulant entre la Turquie et la CEE.
Toutefois en décembre 1976, la Turquie, en s'appuyant sur l'article 60 du protocole additionnel, suspend unilatéralement ses engagements découlant du protocole additionnel qui la mènera à ne plus effectuer les réductions tarifaires prévues par ce protocole. Même si la signature du troisième protocole financier est effectuée en mai 1977, l'arrivée au pouvoir d'un gouvernement de coalition formé par la participation de trois partis politiques (le parti Républicain du Peuple, le Parti Républicain de Confiance et le parti Démocratique (5 janvier 1978- 12 novembre 1979) décidera à nouveau de suspendre les engagements de la Turquie sur le protocole additionnel et exigera de la Communauté une aide financière.

### Nouvelle candidature
Le 14 avril 1987, Turgut Özal a adressé la candidature de la Turquie à l'Union européenne à Leo Tindemans, alors ministre belge des Affaires étrangères et président en exercice du Conseil des Communautés européennes.

« Au nom du gouvernement de la république de Turquie, j’ai l’honneur d’informer, par la présente, la Turquie demande officiellement à devenir membre de la Communauté économique européenne, conformément aux dispositions de l’article 237 du traité instituant la Communauté économique européenne.
Dans ce contexte, je voudrais insister sur la vocation européenne de la Turquie et son attachement à l’unité européenne ainsi qu’aux idéaux qui ont donné naissance aux traités instituant les Communautés européennes. »

— Turgut Özal, demande officielle d'adhésion de la Turquie à l'Union européenne
Le 18 juin de la même année, le Parlement européen publie la « résolution sur une solution politique de la question arménienne (18 juin 1987) » dans laquelle il conditionne l’intégration de la Turquie à la CEE à la reconnaissance du génocide arménien et au respect des minorités qui n'entrent pas en compte dans les priorités turques. Cependant cette résolution n'est qu'une prise de position formelle, l'avis du Parlement européen n'est pas formellement requis pour une adhésion.
Le 18 décembre 1989, la Commission européenne rend un avis négatif sur l’ouverture des négociations d’adhésion avec ce pays, en raison « du contexte économique et politique de la Turquie » ainsi qu'en raison de la pauvreté des relations avec la Grèce et du conflit avec Chypre qui créeraient un environnement non favorable au début des négociations. L’avis note également que « la situation des droits de l’homme et le respect de l’identité des minorités, quoique ayant fait l’objet d’une évolution au cours des dernières années, n’ont pas encore atteint le niveau nécessaire pour une démocratie ». Cependant, cet avis est rendu au moment de la chute du rideau de fer ; la Commission précise donc dans son avis : « Toute position de la Communauté relative à un nouvel élargissement […] aura une portée dépassant les positions prises lors de précédentes adhésions, en raison à la fois des nouvelles ambitions de l’intégration européenne qu’impose l’Acte unique et de l’accroissement des droits et obligations qui s’attachent désormais à la qualité d’État membre ».
En 1990, le 5 février, le Conseil des ministres européens adopte les grandes lignes de l’avis de la Commission.
En 1992, la Turquie devient, aux côtés de l'Islande et de la Norvège, membre associé de l'Union de l'Europe occidentale, laquelle est progressivement intégrée au « deuxième pilier » de l'Union européenne. Toujours en 1992, un nouvel accord est signé : il rétablit l'aide financière interrompue après le coup d'État militaire de 1980, renforce l'association avec l'UE et annonce la création d'une union douanière.

### Union douanière
Le 6 mars 1995, la Turquie signe avec l'UE un accord d'union douanière, poursuivant le processus d’intégration économique prévu par l’accord d’Ankara. L'accord est accueilli très favorablement en Turquie, sauf par les islamistes (qui se gardent cependant de remettre en cause l'accord pendant leur bref passage au pouvoir) et certains nationalistes. Le quotidien Hürriyet titre : « Un rêve centenaire » et le Premier ministre Tansu Çiller déclare : « Pour la Turquie, la vraie bataille pour l'Europe commence ». L'accord prend effet le 1er janvier 1996.
En préambule l’accord d’union douanière indique que « les objectifs fixés par l’accord d’association, et notamment par son article 28 [possibilité d'une adhésion], restent d'actualité au moment où des changements politiques et économiques importants se produisent sur la scène européenne ». La Turquie est depuis lors le seul pays ayant réalisé une union douanière avec l'Union européenne.
À la suite de l'adhésion de dix nouveaux membres de l'UE, la Turquie a été invitée à signer l'actualisation de cette Union douanière. En 2005, la Turquie a signé cet accord, mais le lendemain, son ministre des Affaires étrangères a publié un communiqué dans lequel la Turquie annonçait qu'elle refusait de l'appliquer à la république de Chypre, pourtant membre de l'UE.

### Vers les négociations

#### Élargissement de l’UE
En décembre 1997, le Conseil européen de Luxembourg décide de « lancer un processus d’adhésion englobant les dix États candidats d’Europe centrale et orientale et Chypre », Malte ayant à cette époque retiré sa demande de candidature. Le Conseil européen « décide de convoquer au printemps 1998 des conférences intergouvernementales bilatérales pour commencer les négociations avec Chypre, la Hongrie, la Pologne, l’Estonie, la République tchèque et la Slovénie […]. Parallèlement, la préparation des négociations avec la Roumanie, la Slovaquie, la Lettonie, la Lituanie et la Bulgarie sera accélérée ».
« Le Conseil européen confirme l’éligibilité de la Turquie à l’Union européenne » mais ajoute que « les conditions politiques et économiques permettant d’envisager des négociations d’adhésion ne sont pas réunies ». Il considère la mise en place d'une stratégie visant néanmoins à préparer la Turquie à une éventuelle adhésion. Cette stratégie inclut un approfondissement de l'accord d'Ankara et de l'union douanière, une « mise en œuvre de la coopération financière », un rapprochement des textes législatifs ainsi que la participation à certains programmes et agences.
À la suite de ces déclarations, la Turquie considère qu’elle a fait l’objet d’un traitement discriminatoire par rapport aux autres pays candidats.
En novembre 1998, la Commission commence à publier pour chaque pays candidat à l’adhésion, dont la Turquie, un « rapport régulier sur les progrès accomplis sur la voie de l’adhésion ».

#### Reconnaissance de la candidature
En décembre 1999, le Conseil européen d’Helsinki, est sur le point de reconnaître le statut de candidat à la Turquie, puisque « le Conseil européen réaffirme le caractère inclusif du processus d’adhésion, qui regroupe maintenant treize pays candidats dans un cadre unique ». La Turquie est donc, à partir de ce moment-là, partie intégrante du processus. Le Conseil européen précise : « Le Conseil européen se réjouit des éléments positifs qui ont récemment marqué l’évolution de la situation en Turquie, et que relève d’ailleurs la Commission dans son rapport sur les progrès réalisés par les pays candidats, ainsi que de l’intention de la Turquie de poursuivre ses réformes en vue de satisfaire aux critères de Copenhague. La Turquie est un pays candidat, qui a vocation à rejoindre l’Union sur la base des mêmes critères que ceux qui s’appliquent aux autres pays candidats. Dans le cadre de la stratégie européenne actuelle, la Turquie, comme les autres pays candidats, bénéficiera d’une stratégie de pré-adhésion visant à encourager et à appuyer ses réformes ».
En décembre 2000, sous la présidence française du Conseil de l'Union européenne, un partenariat pour l’adhésion a été conclu avec pour objectif d’offrir un programme politique et économique de préparation de la Turquie à l’adhésion.
En 2001, la peine de mort est supprimée, sauf cas de « guerre, menace de guerre imminente ou actes terroristes ». En 2002, elle est abolie pour tous les crimes en temps de paix. Aucune exécution n'avait eu lieu depuis 1984, année où un moratoire avait été adopté par le Parlement.
En décembre 2002, lors du Conseil européen de Copenhague, les États membres prennent acte de la conclusion des négociations d’adhésion avec dix États membres et prévoient leur adhésion effective au 1er mai 2004. Parallèlement, « l’Union encourage la Turquie à poursuivre énergiquement son processus de réforme » et « si, en décembre 2004, le Conseil européen décide, sur la base d’un rapport et d’une recommandation de la Commission, que la Turquie satisfait aux critères politiques de Copenhague, l’Union européenne ouvrira sans délai des négociations d’adhésion avec ce pays ».
En 2004, dans son rapport de progrès annuel, la Commission européenne reconnaissait que la Turquie « satisfaisait suffisamment aux critères politiques de Copenhague », ce qui permit au Conseil européen de décembre de décider l'ouverture des négociations d'adhésion. Celles-ci commencèrent effectivement le 3 octobre 2005, en même temps que la Croatie. La conclusion des négociations devrait prendre au moins une décennie.
La Commission européenne a recommandé que les négociations commencent en 2005, mais a également ajouté de nombreuses précautions. Les dirigeants de l'Union européenne ont accepté le 16 décembre 2004 d'entamer les négociations avec la Turquie le 3 octobre 2005. Malgré une proposition du Parti populaire autrichien et de l'Union chrétienne-démocrate d'Allemagne d'instaurer un partenariat privilégié avec la Turquie au lieu d'une véritable intégration, les négociations d'adhésion ont tout de même été officiellement lancées.
Depuis, les négociations ont été ralenties par un certain nombre de problèmes, à l'intérieur comme à l'extérieur du pays. L'Autriche et la France ont toutes deux déclaré qu'elles organiseraient un référendum sur l'adhésion de la Turquie. En France, un changement apporté en 2005 à la Constitution a rendu obligatoire un tel référendum. Le problème de la partition de Chypre reste un obstacle majeur à l'évolution des négociations. Plusieurs officiels européens ont signalé un ralentissement dans les réformes en Turquie, auquel s'ajoute le problème de Chypre, ce qui a conduit le commissaire à l'élargissement, Olli Rehn, à déclarer en mars 2007 qu'un arrêt des négociations était possible. Du fait de ces retards, les négociations ont à nouveau été interrompues en décembre 2006, et l'Union a gelé 8 des 35 dossiers en cours de négociation.
En 2007, les prévisions les plus optimistes prévoyaient l'adhésion de la Turquie à l'UE en 2013. Ankara espérait alors être en règle avec l'acquis communautaire à cette date. Cependant, Bruxelles refusait de considérer cette échéance comme une date limite. En effet, en 2006, le président de la Commission européenne, José Manuel Barroso, considérait que le processus pourrait durer au moins jusqu'en 2021.

#### Opposition du Parlement européen
Le 24 novembre 2016, le Parlement européen vote une résolution visant à geler les négociations d'adhésion, jugeant que les accords concernant la crise migratoire européenne ne sont pas respectés et que les mesures de répression prises par Ankara à la suite de la tentative de coup d'État du 15-16 juillet sont disproportionnées. Le ministre turc des Affaires européennes, Omer Celik, a déclaré ne pas prendre en compte cette résolution, qui doit être validée par la Commission européenne et chacun des États membres de l'UE pour devenir effective.

### Chronologie
| Date              | Évènement |
| ----------------- | --- |
| 31 juillet 1959   | La Turquie dépose sa demande d’association à la Communauté économique européenne. |
| 12 septembre 1963 | Signature de l'accord d'association (l'accord d'Ankara), il inclut la perspective d'adhésion. |
| 1er décembre 1964 | Entrée en vigueur de l'accord d'association. |
| 23 novembre 1970  | Signature du protocole établissant un emploi du temps pour l'abolition des tarifs et des quotas sur les biens. |
| Septembre 1980    | Gel des relations après le coup d'État turc de 1980. |
| 1983              | Restauration des relations après les élections. |
| 14 avril 1987     | Dépôt formel de candidature pour l'adhésion à la Communauté européenne. |
| 18 décembre 1989  | La Commission européenne refuse d'entamer immédiatement les négociations d'adhésion en mettant en avant la situation économique et politique de la Turquie, la pauvreté de ses relations avec la Grèce et le conflit avec Chypre. Cependant elle réaffirme l'adhésion comme un objectif. |
| 6 mars 1995       | Formation de l'Union douanière entre l'Union européenne et la Turquie. |
| 12 décembre 1999  | Le Conseil européen reconnaît la Turquie comme candidate sur un pied d'égalité avec les autres candidats potentiels. |
| 12 décembre 2002  | Le Conseil européen établit que l'UE ouvrira les négociations avec la Turquie sans délai dès que la Turquie satisferait les critères de Copenhague. |
| 24 avril 2004     | La Turquie et la république turque de Chypre du Nord soutiennent le Plan Annan. |
| 17 décembre 2004  | L'Union européenne donne son accord au début des négociations. |
| 3 octobre 2005    | Ouverture des six chapitres de l'acquis : « droit d’établissement et libre prestation de services », « droit des sociétés », « services financiers », « société de l’information et médias », « statistiques », et « contrôle financier ».                                               |
| 12 juin 2006      | Chapitre « science et recherche » ouvert et clos. |
| 11 décembre 2006  | Les disputes continues avec Chypre incitèrent l'UE à geler ses pourparlers sur huit chapitres et déclara qu'aucun chapitre ne serait clos jusqu'à ce qu'une solution soit trouvée. |
| 29 mars 2007      | Le chapitre « politique d’entreprise et politique industrielle » est ouvert. |
| 25 juin 2007      | Les chapitres « statistiques » et « contrôle financier » sont ouverts, mais l'ouverture du chapitre « politique économique et monétaire » fut empêché par le Président français Nicolas Sarkozy.                                                                                         |
| 20 décembre 2007  | Les chapitres « protection des consommateurs et de la santé » et « réseaux transeuropéens » sont ouverts. |
| 17 juin 2008      | Les chapitres sur le « droit des sociétés » et les « droits de propriété intellectuelle » sont ouverts. |
| 19 décembre 2008  | Les chapitres « politique économique et monétaire » et « société de l’information et médias » sont ouverts. |
| 30 juin 2009      | Le chapitre « fiscalité » est ouvert. |
| 8 décembre 2009   | Le chapitre « environnement » est ouvert. |
| 30 juin 2010      | Le chapitre « sécurité alimentaire, politique vétérinaire et phytosanitaire » est ouvert. |
| 31 octobre 2012   | Le Premier ministre Recep Tayyip Erdoğan annonce que, si d'ici 2023 la Turquie ne se voit pas accorder le statut de membre, celle-ci retirera sa demande d'adhésion. |
| 25 juin 2013      | Le Conseil autorise l'ouverture du chapitre 22 « Politique régionale et coordination des instruments structurels » après la publication du rapport annuel de la Commission sur les progrès de la Turquie du 16 octobre et la réunion du Conseil des Affaires générales du 22 octobre.    |
| 5 novembre 2013   | Ouverture du chapitre 22 « Politique régionale et coordination des instruments structurels ». |
| 14 décembre 2015  | Ouverture du chapitre 17 « Politique économique et monétaire ». |
| 30 juin 2016      | Ouverture du chapitre 33 « Dispositions financières et budgétaires ». |
| 24 novembre 2016  | Le Parlement européen demande le gel des négociations d'adhésion en raison des accords concernant la crise migratoire européenne et les mesures de répression jugées « disproportionnées » prises par Ankara à la suite de la tentative de coup d'État de 2016,.                         |
| Juin 2018         | Gel des négociations à la suite de provocations turques contre certains États membres. |

## Relations actuelles avec l'Union européenne

### Relations commerciales
En 2002, des clients et fournisseurs de la Turquie appartiennent à l'Union européenne (l'Allemagne, l'Italie, la France, l'Union économique belgo-luxembourgeoise, les Pays-Bas et l'Espagne). Ils absorbent à eux seuls 45,4 % des exportations turques, contre 14 % pour les pays de l'Organisation de la conférence islamique, 9,2 % pour les États-Unis et 1,8 % pour les républiques d'Asie centrale.
Les échanges commerciaux avec la Grèce sont en forte hausse depuis la fin des années 1990, à la suite de l'amélioration des relations politiques et à la crise économique russe de 1998. De 1999 à 2003, les exportations turques vers la Grèce ont presque triplé, et les importations ont crû d'un tiers. En octobre 2000, la chambre des métiers de Thessalonique et l'Union des chambres d'artisans et de commerçants d'Istanbul ont signé un protocole. En 2001, le gouvernement grec décidait d'attribuer des aides à l'exportation vers la Turquie, afin d'accroître le volume des échanges.
Les droits de douane avec l'UE ont été abaissés par l'accord d'Ankara (1963), le protocole additionnel de 1970, le traité de 1992, puis supprimés par l'accord d'union douanière, signé en 1995 et effectif depuis le 1er janvier 1996.
Les industriels turcs du coton appartiennent au Comité des industries du coton et fibres connexes de l'Union européenne (Eurocoton). Le 6 avril 2004, Eurocoton s'est réuni à Istanbul.

### Visas
Avec l’arrêt Soysal, rendu par la Cour de justice de l'Union européenne (CJUE - alors appelé Cour de justice des Communautés européennes) le 19 février 2009, concerne les obligations de visa pour les ressortissants turcs. La CJUE y conclut que :

« L’article 41, paragraphe 1, du protocole additionnel, signé le 23 novembre 1970 (…) s’oppose à l’introduction, à compter de l’entrée en vigueur de ce protocole, de l’exigence d’un visa pour permettre à des ressortissants turcs (…) d’entrer sur le territoire d’un État membre aux fins d’y effectuer des prestations de services pour le compte d’une entreprise établie en Turquie, dès lors que, à cette date, un tel visa n’était pas exigé. »

Le débat juridique porte donc sur la question de savoir qui peut être considéré comme se déplaçant « aux fins d’y effectuer des prestations de services »,.
En décembre 2013, un accord sur l'immigration est signé entre la Turquie et l'Union européenne : la première récupérera désormais les migrants arrivés en Europe par son territoire ; en échange, l'Union européenne accède à sa demande de mettre fin aux visas exigés des ressortissants turcs pour pouvoir entrer dans l'espace Schengen, selon un calendrier de négociations dont la durée initialement prévue est de trois ans et demi . L'accord définitif est signé en mars 2016.
En août 2016, les conséquences diplomatiques des purges suivant la tentative de coup d'État de juillet font craindre à l'Union européenne une possible rupture du pacte migratoire, qui concerne en premier lieu, dans le cadre de crise migratoire en Europe, l'accueil des réfugiés syriens par la Turquie.

## Statut des acquis communautaires
Pour entrer dans l'Union européenne, la Turquie doit, dans un premier temps, terminer les négociations avec la Commission européenne sur chacun des 35 chapitres de l'acquis communautaire, qui regroupent l'ensemble du droit de l'Union. Après, les États membres doivent unanimement être d'accord sur l'entrée de la Turquie dans l'Union.

### État des négociations
| Chapitre de l'acquis                                                | Évaluation initiale de la Commission    | Début de l'examen analytique | Fin de l'examen analytique | Gel du chapitre  | Dégel du chapitre | Ouverture du chapitre | Clôture du chapitre |
| ------------------------------------------------------------------- | --------------------------------------- | ---------------------------- | -------------------------- | ---------------- | ----------------- | --------------------- | ------------------- |
| 1. Libre circulation des biens                                      | Efforts approfondis nécessaires         | 16 janvier 2006              | 24 février 2006            | 11 décembre 2006 | –                 | –                     | –                   |
| 2. Libre circulation des travailleurs                               | Très difficile à adopter                | 19 juillet 2006              | 11 septembre 2006          | 8 décembre 2009  | –                 | –                     | –                   |
| 3. Droit d’établissement et libre prestation de services            | Très difficile à adopter                | 21 novembre 2005             | 20 décembre 2005           | 11 décembre 2006 | –                 | –                     | –                   |
| 4. Libre circulation des capitaux                                   | Efforts approfondis nécessaires         | 25 novembre 2005             | 22 décembre 2005           | –                | –                 | 19 décembre 2008      | –                   |
| 5. Marchés publics                                                  | Totalement incompatible avec les acquis | 7 novembre 2005              | 28 novembre 2005           | –                | –                 | –                     | –                   |
| 6. Droit des sociétés                                               | Efforts considérables nécessaires       | 21 juin 2006                 | 20 juillet 2006            | –                | –                 | 17 juin 2008          | –                   |
| 7. Droits de propriété intellectuelle                               | Efforts approfondis nécessaires         | 6 février 2006               | 3 mars 2006                | –                | –                 | 17 juin 2008          | –                   |
| 8. Politique de la concurrence                                      | Très difficile à adopter                | 8 novembre 2005              | 2 décembre 2005            | –                | –                 | –                     | –                   |
| 9. Services financiers                                              | Efforts considérables nécessaires       | 29 mars 2006                 | 3 mai 2006                 | 11 décembre 2006 | –                 | –                     | –                   |
| 10. Société de l’information et médias                              | Efforts approfondis nécessaires         | 12 juin 2006                 | 14 juillet 2006            | –                | –                 | 19 décembre 2008      | –                   |
| 11. Agriculture et développement rural                              | Très difficile à adopter                | 5 décembre 2005              | 26 janvier 2006            | 11 décembre 2006 | –                 | –                     | –                   |
| 12. Sécurité alimentaire, politique vétérinaire et phytosanitaire   | Très difficile à adopter                | 9 mars 2006                  | 28 avril 2006              | –                | –                 | 30 juin 2010          | –                   |
| 13. Pêche                                                           | Très difficile à adopter                | 24 février 2006              | 31 mars 2006               | 11 décembre 2006 | –                 | –                     | –                   |
| 14. Politique des transports                                        | Efforts considérables nécessaires       | 26 juin 2006                 | 28 septembre 2006          | 11 décembre 2006 | –                 | –                     | –                   |
| 15. Énergie                                                         | Efforts considérables nécessaires       | 15 mai 2006                  | 16 juin 2006               | 8 décembre 2009  | –                 | –                     | –                   |
| 16. Fiscalité                                                       | Efforts considérables nécessaires       | 6 juin 2006                  | 12 juillet 2006            | –                | –                 | 30 juin 2009          | –                   |
| 17. Politique économique et monétaire                               | Efforts considérables nécessaires       | 16 février 2006              | 23 mars 2006               | 25 juin 2007     | 14 décembre 2015  | 14 décembre 2015      | –                   |
| 18. Statistiques                                                    | Efforts considérables nécessaires       | 19 juin 2006                 | 18 juillet 2006            | –                | –                 | 25 juin 2007          | –                   |
| 19. Politique sociale et emploi                                     | Efforts considérables nécessaires       | 8 février 2006               | 22 mars 2006               | –                | –                 | –                     | –                   |
| 20. Politique d’entreprise et politique industrielle                | Aucune difficulté majeure attendue      | 27 mars 2006                 | 5 mai 2006                 | –                | –                 | 29 mars 2007          | –                   |
| 21. Réseaux transeuropéens                                          | Efforts considérables nécessaires       | 30 juin 2006                 | 29 septembre 2006          | –                | –                 | 19 décembre 2007      | –                   |
| 22. Politique régionale et coordination des instruments structurels | Efforts considérables nécessaires       | 11 septembre 2006            | 10 octobre 2006            | 25 juin 2007     | 12 février 2013   | 5 novembre 2013       | –                   |
| 23. Appareil judiciaire et droits fondamentaux                      | Efforts considérables nécessaires       | 7 septembre 2006             | 13 octobre 2006            | 8 décembre 2009  | –                 | –                     | –                   |
| 24. Justice, liberté et sécurité                                    | Efforts considérables nécessaires       | 23 janvier 2006              | 15 février 2006            | 8 décembre 2009  | –                 | –                     | –                   |
| 25. Science et recherche                                            | Aucune difficulté majeure attendue      | 20 octobre 2005              | 14 novembre 2005           | –                | –                 | 12 juin 2006          | 12 juin 2006        |
| 26. Éducation et culture                                            | Efforts approfondis nécessaires         | 26 octobre 2005              | 16 novembre 2005           | 8 décembre 2009  | –                 | –                     | –                   |
| 27. Environnement                                                   | Totalement incompatible avec les acquis | 3 avril 2006                 | 2 juin 2006                | –                | –                 | 21 décembre 2009      | –                   |
| 28. Protection des consommateurs et de la santé                     | Efforts approfondis nécessaires         | 8 juin 2006                  | 11 juillet 2006            | –                | –                 | 19 décembre 2007      | –                   |
| 29. Union douanière                                                 | Aucune difficulté majeure attendue      | 31 janvier 2006              | 14 mars 2006               | 11 décembre 2006 | –                 | –                     | –                   |
| 30. Relations extérieures                                           | Aucune difficulté majeure attendue      | 10 juillet 2006              | 13 septembre 2006          | 11 décembre 2006 | –                 | –                     | –                   |
| 31. Politique étrangère, de sécurité et de défense                  | Efforts approfondis nécessaires         | 14 septembre 2006            | 6 octobre 2006             | 8 décembre 2009  | –                 | –                     | –                   |
| 32. Contrôle financier                                              | Efforts approfondis nécessaires         | 18 mai 2006                  | 30 juin 2006               | –                | –                 | 26 juillet 2007       | –                   |
| 33. Dispositions financières et budgétaires                         | Aucune difficulté majeure attendue      | 6 septembre 2006             | 4 octobre 2006             | 25 juin 2007     | 18 mars 2016      | 30 juin 2016          | –                   |
| 34. Institutions                                                    | Rien à adopter                          | –                            | –                          | 25 juin 2007     | –                 | –                     | –                   |
| 35. Autres                                                          | Rien à adopter                          | –                            | –                          | –                | –                 | –                     | –                   |
| Progression                                                         |                                         | 33 sur 33                    | 33 sur 33                  | 15 sur 35        | 3 sur 18          | 16 sur 35             | 1 sur 35            |

## Questions liées à l'adhésion turque

### Effets sur l'UE
Les défenseurs de l'adhésion turque avancent comme argument qu'il s'agit d'une puissance régionale importante, de par son économie et son appartenance à l'OTAN,. Selon eux, celle-ci augmenterait la position de l'Union en tant qu'acteur géostratégique global ; étant donné sa position géographique, et les liens économiques, politiques, culturels et historiques de la Turquie dans des régions riches en ressources naturelles aux alentours de la sphère d'influence politique de l'Union ; tel que l'est méditerranéen et les côtes de la mer Noire, le Moyen-Orient, le bassin de la mer Caspienne et l'Asie centrale,.

#### Aspect culturel et linguistique
Sur le plan de la culture religieuse, la Turquie est un État laïc dont la religion majoritaire est l'islam, représentant 82% de la population (principalement sunnite) (Konda).

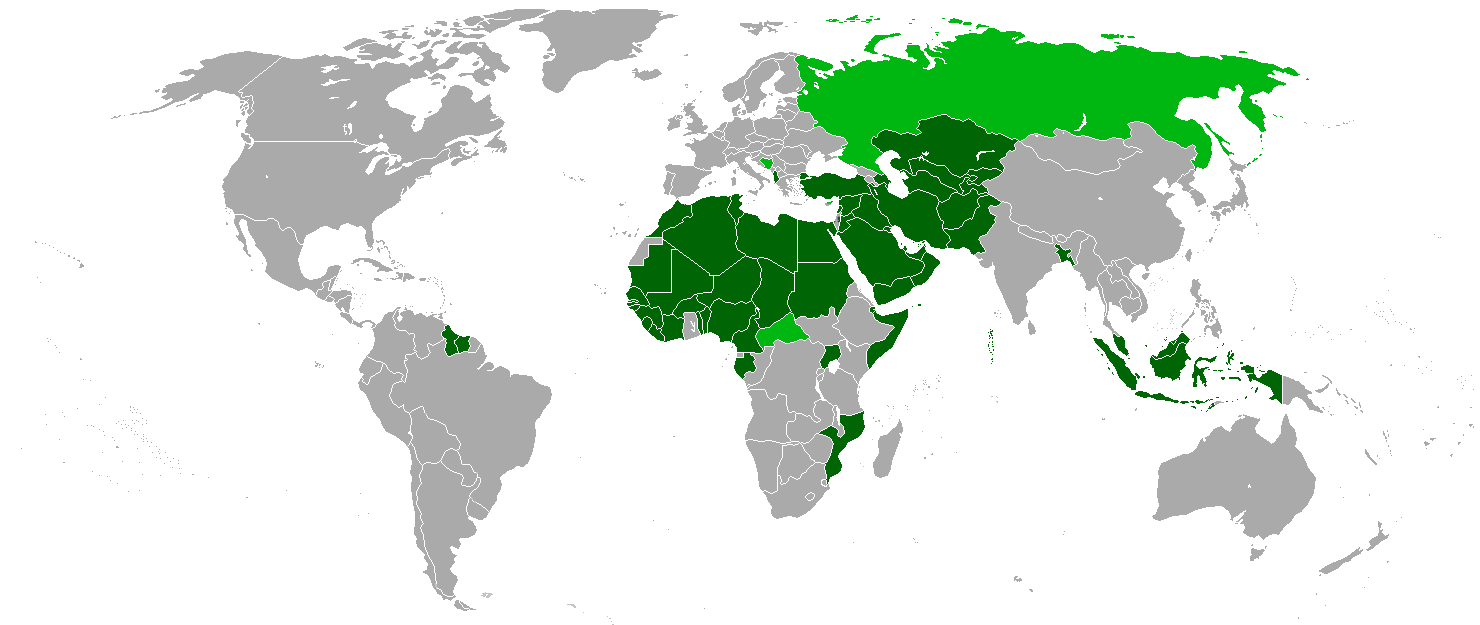
États membres de l'OCI (en vert clair, les membres observateurs).

La Turquie est l'un des 57 États membres de l'Organisation de la coopération islamique (OCI), depuis 1969.
Sur le plan linguistique, le turc fait partie des langues altaïques, parlées par les peuples turcs d'Asie Mineure et d'Asie Centrale.

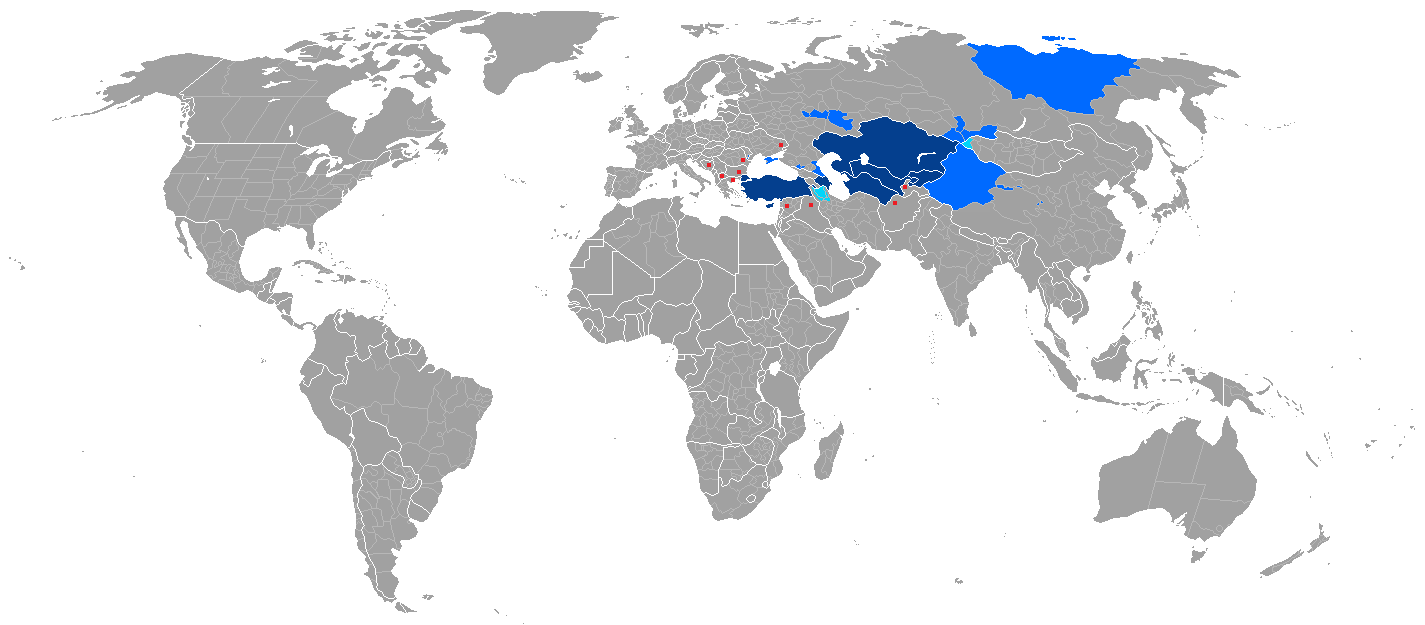
Pays dont la langue officielle est d'origine turque.

Cette communauté de langage place d'ailleurs la Turquie à la tête d'une vaste communauté de pays, formalisée par l'existence de plusieurs organes de coopération internationaux :
- la TIKA (agence de coopération turcophone - Turk Isbirligi ve Kalkinma Ajansi en Turc)
- la TÜRKSOY: (Organisation internationale pour la culture turque - Uluslararası Türk Kültürü Teşkilatı en Turc)
- le Conseil de coopération des États de langue turcique, TURKPA, reconnu observateur de l'organisation des Nations unies depuis 2011.

L'existence de ces agences de coopération s'inscrit historiquement dans les mouvances et revendications « irrédentistes » anciennes telles que le panturquisme ou le pantouranisme, promouvant l'existence d'une vaste communauté de culture et de langue turque en Asie mineure et en Asie centrale, mais dont la dynamique d'intégration est actuellement modérée. Une intégration de la Turquie dans l'UE entrainerait donc une plus grande intégration avec les pays turcophones d'Asie Centrale[réf. nécessaire], région où l'influence européenne est actuellement assez faible.

#### Aspect démographique
Si les tendances démographiques actuelles (2015) se poursuivent, la Turquie pourrait dépasser la population de l'Allemagne en 2021 avec 84 millions d'habitants. La Turquie deviendrait ainsi le pays le plus peuplé de l'Union européenne et par conséquent pourrait avoir le plus grand nombre de députés au Parlement européen. Le pouvoir politique de la Turquie au sein de l’Union deviendrait le plus important.

#### Aspect économique
Les trois décennies d’hyperinflation ont longtemps constitué un frein majeur à la candidature de la Turquie à l’UE[réf. nécessaire]. Aujourd’hui, d’une part l’économie turque connaît une forte croissance et d’autre part la plupart des problèmes d’inflation se résolvent. L’inflation annuelle de 75 % dans le milieu des années 1990 a été réduite à 6 % ces dernières années.

#### Effets liés aux élargissements
L'adhésion de la Turquie affecterait aussi les futures possibilités d'élargissement, principalement en ce qui concerne le nombre de nations cherchant à entrer dans l'Union. C'est pour cette raison que Valéry Giscard d'Estaing s'est opposé à l'entrée de la Turquie. Giscard suggère que cela conduirait au dépôt de candidature du Maroc. L'adhésion du Maroc est déjà rejeté sur des bases géographiques ; alors que la Turquie, contrairement au Maroc, a un territoire en Europe (qui inclut Istanbul, la plus grande ville turque). Le président français Nicolas Sarkozy déclara en janvier 2007 que : « élargir l'Europe sans limite risquait de détruire l'Union politique européenne, et je ne l'accepte pas… Je veux dire que l'Europe doit se donner des frontières, que tous les pays n'ont pas vocation à devenir membre de l'Europe, à commencer par la Turquie qui n'a pas sa place dans l'Union européenne ».

#### Aspect géostratégique
D'après le ministre des Affaires étrangères suédois, Carl Bildt, « l'adhésion de la Turquie donnerait à l'UE un rôle décisif dans le maintien de la stabilité à l'est des mers Méditerranée et Noire, qui est clairement dans l'intérêt stratégique de l'Europe ».
Une adhésion turque rapprocherait l'UE des conflits ayant lieu dans les États voisins de la Turquie sur lesquelles l'UE exerce encore peu d'influence. Elle verrait son influence augmenter dans leur résolution mais cela nécessiterait une forte protection des frontières afin d'éviter que ces crises ne se répandent en Europe.
L'UE devra par exemple intervenir dans le conflit entre l'Azerbaïdjan et l'Arménie auquel cas elle devra aussi tenir compte de la Russie. L'UE verrait son influence augmenter au Moyen-Orient, se rapprochant de l'influence qui y est exercée par les États-Unis[réf. nécessaire].

#### Aspect énergétique
Les problèmes énergétiques en Europe, notamment en Italie ou en Grèce, ont pu être résolu par une association avec la Turquie. L'apport du fonds structurel européen permettrait d'améliorer les infrastructures des canalisations et les entreprises du continent pourraient y investir.
En ce qui concerne l'eau, les ressources turques sont importantes néanmoins l'UE devrait prendre en compte l'Irak et la Syrie pour les problèmes du projet d'Anatolie du Sud-Est lequel réduirait les débits respectifs des fleuves Tigre et Euphrate.

### Relations avec les États membres de l'Union

#### Revendications territoriales sur Chypre

L'autoproclamée république turque de Chypre du Nord n'est reconnue que par la Turquie.

Chypre est divisée depuis l'invasion et l'occupation de sa partie nord par l'armée turque le 20 juillet 1974. La Turquie, partisane de la séparation de l'île depuis 1963, profite d'un coup d'État des Chypriotes grecs soutenus par Athènes (voulant rattacher Chypre à la Grèce) pour occuper et soutenir la république autoproclamée turque de Chypre du Nord (RTCN), non reconnue internationalement. L'invasion turque de 1974, le mouvement de réfugiés des deux côtés de la ligne verte, et l'établissement de la RTCN en 1983 forme le cœur de dispute chypriote. La communauté internationale considère cette occupation militaire comme un acte illégal. La Turquie continue de reconnaître officiellement la RTCN mais pas la république de Chypre, pays membre de l’UE, qui du fait de l'occupation turque n’exerce en pratique sa souveraineté que dans la partie sud de l'île.
La Turquie et les Chypriotes turcs soutenaient le plan Annan visant à réunifier l'île, mais le plan fut rejeté par les Chypriotes grecs sur le motif qu'il ne répondait pas à leurs besoins. Bien que l'issue des négociations reçût des critiques de l'Union, la république de Chypre a été admise dans l'Union une semaine après le référendum.
La non-reconnaissance de la république de Chypre par la Turquie a conduit à des complications au sein de l'Union douanière. En vertu de cet accord, la Turquie a déjà signé les conditions préalables visant à entamer les négociations d'adhésion à l'Union en 2005, et est donc obligé d'ouvrir ses portes aux avions et aux navires chypriotes, ce que toutefois elle refuse de faire.
En octobre 2006, Angela Merkel, chancelière de l'Allemagne, lors de sa première visite officielle en Turquie a déclaré que la reconnaissance de Chypre était un préalable logique à l'entrée de la Turquie dans l'Union européenne. Elle demande aussi l’application du protocole d'Ankara de juillet 2005 permettant l'accès des ports et aéroports turcs aux navires et avions chypriotes grecs. Le refus turc de cet accord commercial a incité l'Union à geler huit chapitres des négociations d'adhésion.
Depuis le 3 septembre 2008, une série de réunions a lieu entre le dirigeant chypriote turc Mehmet Ali Talat et le président de la république de Chypre Dimitris Christofias en vue de réunifier l'île divisée.
En novembre 2009, le vice-Premier ministre turc Cemil Çiçek a déclaré que la Turquie devrait choisir entre soutenir l'adhésion à l'UE ou les Chypriotes turcs, et qu'alors « le choix de la Turquie serait toujours de soutenir les Chypriotes turcs. Tout le monde devrait le comprendre ».

#### Grèce - mer Égée
Une série de problèmes géostratégiques dans la mer Égée entre la Grèce, membre de l’UE, et la Turquie a été la source de tensions militaires entre les deux pays, aujourd'hui résolues pour l'essentiel, avec l'accord de Madrid (1997), le rapprochement gréco-turc de 1999-2000 et les rencontres du printemps 2007 entre les principaux dirigeants turcs et grecs.
La question de l'adhésion turque est toutefois restée un sujet discuté en Grèce, et les sondages d'opinion suggèrent que seuls 25 % des Grecs considèrent que la Turquie a sa place dans l'Union européenne. Cependant, l'ancien Premier ministre grec Kóstas Karamanlís déclara son soutien en décembre 2006.
En 2005, la Commission européenne fit référence aux relations entre la Turquie et la Grèce comme « continuant de se développer positivement » tout en citant la déclaration de casus belli liée aux frontières maritimes comme une barrière clé au progrès des négociations.
Le 3 janvier 2011, le gouvernement grec annonce son intention de construire un mur à la frontière avec la Turquie afin d'empêcher l'entrée d'immigrants illégaux en Grèce.

### Droits de l'homme

#### Question kurde
La langue kurde a récemment été reconnue par les autorités turques. Le gouvernement AKP[Lequel ?] a levé une petite part de l’interdiction à grande échelle de l’enseignement du kurde — il existe deux écoles privées enseignant le kurde actuellement – même s’il n’accepte pas encore l’utilisation du kurde dans l’éducation normale (comme requis par des conventions européennes pour ces zones historiques et actuellement peuplées de Kurdes).
Selon les règles de l’UE, la Turquie devrait permettre l’usage du kurde dans l’enseignement régulier, c’est-à-dire dans tout enseignement sous l’obligation scolaire dans les régions kurdes. En outre, l’État turc devrait, s’il veut se mettre en règle avec la législation de l’UE, financer ces écoles de la même façon que les écoles enseignant en turc. Enfin la télévision en kurde n’existe que quelques heures par semaine et dans une zone géographique limitée.
Depuis le 1er janvier 2009, le premier ministre Recep Tayyip Erdoğan a inauguré une nouvelle chaine publique TRT6 consacrée à la langue kurde dont les émissions, les films, les journaux, les séries seront programmés entièrement en kurde. Pourtant, le DTP (Demokraik Toplum Partisi), « parti défendant les intérêts des Kurdes », a été dissous le 11 décembre 2009. Selon l'Institut Thomas More, « cet évènement peut être considéré comme un signal négatif envoyé à Bruxelles alors que la demande d’alignement de la législation turque sur la législation européenne, notamment concernant la dissolution des partis politiques, reste insatisfaite ».

#### Droit des femmes

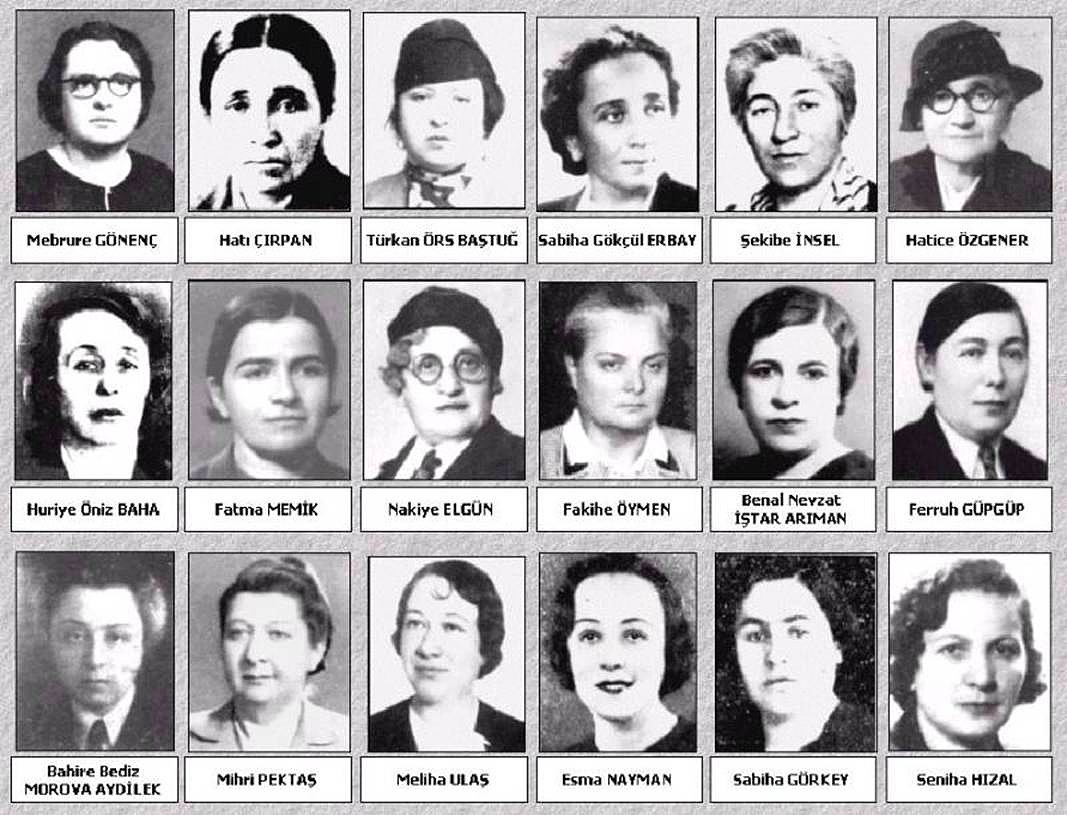
Dix-huit femmes députés ont rejoint le Parlement turc lors des élections générales de 1935.

La Turquie a accordé le droit de vote aux femmes en 1930 pour les élections municipales. En 1934 ce droit fut étendu aux élections nationales. Dans le même temps elles ont obtenu le droit d'être élu député au Parlement turc, ou d'être nommé ministres, Premier ministre, président du Parlement et président de la république. En 1993 Tansu Çiller devint la première femme Premier ministre de Turquie.
Dans son second rapport du 11 janvier 2007 sur le rôle des femmes dans la vie sociale, économique et politique de Turquie, le Parlement européen rappelle que le « respect des droits de l'homme, et donc aussi de la femme, est une condition sine qua non de l'adhésion de la Turquie à l'UE ». De même, il fait remarquer que le cadre juridique relatif aux droits de la femme « apparaît globalement satisfaisant », mais sa mise en œuvre réelle « accuse encore des carences ». Enfin, il met en évidence « le ralentissement du processus de réforme au cours de l'année dernière et la persistance des problèmes dans le domaine des droits de la femme ». Ce rapport condamne en particulier les violences commises envers les femmes, et notamment les crimes d'honneur, les violences domestiques, les mariages forcés et la polygamie. Le gouvernement turc est invité à « faire de la lutte contre les violences en général et contre les crimes d'honneur en particulier une priorité » et à créer des refuges spéciaux fortement sécurisés.

#### Article 301
L'article 301 établit qu'« une personne qui insulte publiquement la nation turque, l'État de la république de Turquie, ou la Grande Assemblée nationale de Turquie, doit être punie par une peine d'emprisonnement allant de six mois à deux ans » et aussi que « les expressions de pensées dans l'intention de critiquer ne constituent pas un crime ».
L'UE était spécialement critique sur cette loi, lorsqu'en septembre 2005, le romancier Orhan Pamuk fit l'objet d'un procès à la suite de commentaires reconnaissant la mort de 30 000 Kurdes et un million d'Arméniens. Le commissaire à l'élargissement Olli Rehn et les membres du Parlement européen ont alors qualifié ce cas de « regrettable », « malheureux » et « inacceptable ». Après que l'affaire a été abandonnée trois mois plus tard, le ministre des Affaires étrangères turcs Abdullah Gül indiqua que la Turquie pourrait abroger ou modifier l'article 301, établissant qu'« il peut y avoir besoin d'une nouvelle loi ». En septembre 2006, le Parlement européen appela à l'abolition des lois comme l'article 301, « qui menacent les normes européennes de liberté d'expression ». Le 30 avril 2008, la loi fut réformée. D'après cette réforme, insulter explicitement la « nation turque » plutôt que la « turquitude », est un crime, et la peine maximum a été réduite à deux ans de prison.
Kemal Kerinçsiz, un avocat ultra-nationaliste, et d'autres membres de la Büyük Hukukçular Birliği (Grande Union des Juristes) mené par Kerinçsiz, « était derrière presque tous les procès [lié à l'article 301] ». En janvier 2008, Kerinçsiz a été arrêté pour avoir participé à une organisation ultra-nationaliste clandestine, Ergenekon, qui était prétendument impliqué dans les attaques du Conseil d'État turc et du journal Cumhuriyet, l'assassinat de plusieurs missionnaires chrétiens et du journaliste arméno-turc Hrant Dink, ainsi que le prétendu complot visant à assassiner le lauréat du prix Nobel Orhan Pamuk,.

### Divergences d'intérêts et d'objectifs en matière de politique étrangère (PESC et PSDC)
En août 2021, la Commission européenne estime que les positions turques ne sont alignées que dans 14 % des cas avec celles de l'Union européenne. La Turquie ne s'est jamais alignée aux mesures restrictives et sanctions économiques de l'Union.
Par ailleurs, la Turquie a également pris certaines mesures allant contre les actions européennes :
- envoie d'un navire de la marine turque dans les eaux territoriales de Chypre pour stopper les activités de forages de la compagnie italienne Eni[78] ;
- action visant à bloquer la coopération entre l'opération Sea Guardian de l’OTAN et l'opération IRINI de l’Union européenne[79] ;
- violation persistante de l'embargo sur les armes mis en place par les Nations unies en Libye[79] ;
- rapprochement avec la Russie et soutien des positions de cette dernière, empêchant par exemple l’OTAN de répondre au détournement d'un avion sous pavillon européen dans l'espace aérien du Bélarus[80] ;
- incident entre un navire français et un navire turc[81], cf. Incident maritime franco-turc du 10 juin 2020 ;
- violation des eaux territoriales de la Grèce par l’envoi d'un navire de recherche sismique[82].

## Débat intra-européen
Les États membres de l'Union doivent unanimement donner leur accord pour que l'adhésion de la Turquie puisse avoir lieu. Un certain nombre de pays pourrait s'y opposer tel que l'Autriche, qui servit de rempart à l'Europe chrétienne face à l'Empire ottoman dont l'armée a assiégé deux fois Vienne en 1529 et 1683.

### Opinion publique

#### Au sein de l'Union européenne
Initialement hésitante, l'opinion européenne s'oriente vers un rejet de cette candidature.
Dans le baromètre d'opinion européenne de 2006 61 % des sondés européens considèrent que « les différences culturelles entre Turquie et UE sont trop importantes pour permettre une adhésion ».
En 2008, 67 % des Européens s'opposent à une éventuelle entrée de la Turquie dans l'Union européenne, et le rejet de l'adhésion est majoritaire dans tous les pays sondés.
En raison des histoires nationales différentes des pays membres, certains arguments ne sont valables qu’à l’intérieur de certaines frontières : la position face à l’adhésion de la Turquie à l’UE varie en 2004 d’un pays membres de l’UE à l’autre, de même que le support ou l’opposition aux négociations. Les chefs des États membres doivent s’accorder unanimement sur l’adhésion de la Turquie pour qu’elle puisse se réaliser.
| Pays        | Position |
| ----------- | --- |
| Allemagne   | L’Allemagne partage avec la Turquie une longue histoire de relations diplomatiques. Pour l'Allemagne cette question doit également être prise en compte en matière de politique intérieure puisque dans les années 1960, une importante main d'œuvre turque a émigré dans le pays. Entre 1960 et 2000, le nombre de Turcs est passé de 7 000 à plus de deux millions, soit plus de 2 % de la population allemande. Sous Gerhard Schröder, le pays fut l'un des principaux défenseurs de l'adhésion. La CDU y est opposée et Angela Merkel a déclaré « qu'inviter la Turquie à devenir un pays candidat […] était une erreur ». Cependant, celle-ci a dû concéder, dans l'accord de grande coalition, l'acceptation des négociations avec la Turquie. Plusieurs élus de la CDU (Friebert Flüger, président du groupe CDU-CSU au Bundestag, Harry Peter Karstensen, ministre-président du Schleswig-Hollstein) avaient de toute façon fait connaître leur refus d'une opposition de principe à l'adhésion turque. La SPD et l'Alliance 90 / Les Verts sont en faveur de sérieuses négociations avec pour objectif possible l'adhésion. Die Linke est aussi en faveur de l'adhésion. La position du FDP vis-à-vis de l'adhésion n'est pas uniforme, ainsi, lors d'une interview en date 5 avril 2009, Guido Westerwelle a déclaré que « si la question devait être décidée aujourd'hui, la Turquie n'était pas capable d'adhérer et l'Union européenne n'était pas prête à la recevoir ». Dans un sondage publié en 2004, l'idée d'une adhésion de la Turquie était rejetée par 63 % des Allemands. En 2015, en liaison avec la crise migratoire en Europe, Angela Merkel fait savoir qu'elle soutiendra la Turquie dans son processus d’adhésion à l'UE[réf. souhaitée]. |
| Autriche    | Le gouvernement de l’Autriche, alors dirigé par le parti populaire avec l'appui de l'extrême droite, a manifesté des réticences, en 2005, lorsqu'il fut décidé d'ouvrir les négociations. En 2007, 81 % des Autrichiens étaient contre l'entrée de la Turquie dans l'Union. |
| Belgique    | La Belgique est « favorable à l’ouverture de négociations dans le strict respect des critères requis ». La représentation belge n'a pas indiqué de position claire, et a montré d'une manière générale des réserves face à une « cadence d'élargissement trop rapide de l'Union Européenne ». Les avis politiques demeurent divergents et peu liés à la couleur politique. En 2004 alors qu'il faisait encore partie de l'opposition au gouvernement fédéral de Belgique, Herman Van Rompuy avait ainsi affirmé que « les valeurs universelles de l'Europe, qui sont aussi les valeurs fondamentales de la chrétienté, perdront en force avec l'entrée d'un grand pays musulman tel que la Turquie ». Encore en 2004, le Premier Ministre d’alors, Guy Verhofstadt avait affirmé a contrario, au cours d'un entretien avec Recep Tayyip Erdoğan qu'aucun autre statut que celui de membre à part entière de l'Union ne devait être envisagé, si la Turquie remplissait les critères d'adhésion de manière fructueuse. Plus récemment, on constate que, dans le même mouvement que les représentants politiques, la presse d'opinion belge, dont la tendance est majoritairement pro-européenne, oscille entre une position modérément favorable à partagée pour ce qui concerne une adhésion de la Turquie. |
| Bulgarie    | La Bulgarie soutient la candidature turque à l'Union européenne. En mars 2008, l'ancien Premier ministre bulgare Sergueï Stanichev a déclaré que l'Union européenne devait intégrer l'ensemble des pays des Balkans y compris la Turquie. Le président de la Bulgarie Gueorgui Parvanov a affirmé son soutien à la Turquie lors d'une rencontre avec le Premier ministre turc Recep Tayyip Erdoğan. Cependant, le parti parlementaire Ataka qui a soutenu le gouvernement au pouvoir de 2009 à 2011, s'oppose fermement à l'adhésion de la Turquie à l'UE. |
| Chypre      | À Chypre, le « oui » à la demande d'adhésion turque semble prévaloir. Néanmoins, le veto chypriote sur les chapitres des négociations est un obstacle permanent[réf. nécessaire]. |
| Croatie     | Cette section est vide, insuffisamment détaillée ou incomplète. Votre aide est la bienvenue ! Comment faire ? |
| Danemark    | Au Danemark, les principaux partis de gauche et de droite ont connu la même évolution : d'abord un certain scepticisme, puis un soutien à l'ouverture des négociations, après qu'une clause de garantie démocratique fut introduite. Cependant, le Parti populaire danois qui est représenté au Folketing par 37 députés et au Parlement européen par 4 députés considère la Turquie comme « un pays qui n'est pas européen, qui appartient au Proche-Orient et dont la culture est inconciliable avec l'Europe » et s'oppose à son adhésion à l'UE,. Une large majorité de Danois (55,7 %) est aussi opposée à l’entrée de la Turquie dans l’Union européenne (UE), selon un sondage réalisé par l'institut Ramboell publié en 2007 par le quotidien Jyllands-Posten (29,2 % y sont favorables et 15,2 % des sondés ne se sont pas prononcés). |
| Espagne     | En Espagne, prévaut également un consensus entre le Parti socialiste et le Parti populaire (droite) en faveur de l'adhésion, et le roi Juan Carlos s'est signalé par ses prises de positions en ce sens. Dans un sondage publié en 2004, 78 % des Espagnols y étaient favorables. Cependant, en 2008, le « non » devint majoritaire avec 51 %. |
| Estonie     | En Estonie, lors d'une réunion le 13 juin 2008 avec le ministre des affaires étrangères de la Turquie Ali Babacan, le Premier ministre estonien Andrus Ansip a confirmé que son pays soutient l'élargissement de l'Union européenne et donc l'adhésion de la Turquie à l'UE. |
| Finlande    | En Finlande, il n'existe pas d'hostilité notable à la candidature turque. |
| France      | Des citoyens craignent qu'une vague supplémentaire d’immigrants majoritairement musulmans n’arrive, alors que certains d’entre eux refusent de s'intégrer dans le pays. L'ancien président Jacques Chirac a indiqué que l’adhésion de la Turquie était « son vœu le plus cher », allant ainsi à l’encontre de la majorité des Français, d’après des sondages, contre son propre parti, et le président de celui-ci lors de son mandat, Nicolas Sarkozy. Cependant, M. Chirac a fait adopter une réforme constitutionnelle, visant à soumettre à référendum les futures adhésions, avant que le 21 juillet 2008, son successeur Nicolas Sarkozy ne fasse réviser cet article 88-5 permettant au Parlement d'adopter une motion permettant d'éviter, si nécessaire, ce recours au référendum. Lors des élections européennes de 2004 et de la campagne présidentielle de 2007, certains partis ont fait valoir leurs points de vue, en France. Parmi les principaux partis : l'UMP est contre l’entrée de la Turquie dans l’UE, à l'exception de Jacques Chirac ; le Parti socialiste est favorable à l'entrée de la Turquie dans l'UE, à l'exception de Laurent Fabius ; et le MoDem qui est contre l'entrée de la Turquie dans l'Europe, François Bayrou s'affirmant par ailleurs soucieux du respect de la parole de la France. Parmi les autres partis, le MPF, le FN, et le CPNT sont contre l’entrée de la Turquie dans l’Europe ; le NPA, le PC, les Verts et le MRC sont favorables à l'entrée de la Turquie dans l'Europe. En 2002, un sondage montrait que seuls 35 % des Français étaient favorables à l'adhésion contre 65 % « plutôt contre ou totalement contre ». Dans un sondage IFOP publié en 2004, 34 % des Français y étaient favorables. En 2007, selon un sondage TNS Sofres, seuls 34 % des Français sont favorables à l’intégration de la Turquie dans l’Union européenne ; 58 % déclarant que la Turquie ne doit pas faire partie de l’Union européenne. En 2009, 50 % des Français se réaffirment opposés à l'entrée de la Turquie dans l'Union européenne, 35 % y sont favorables, et 15 % ne se prononcent pas, selon un sondage CSA/le Parisien/Aujourd'hui. En 2011, 53 % des français sont contre et % plutôt favorables, selon un sondage TNS-Sofres. D'après l'ancien premier ministre Jean-Pierre Raffarin « rien ne condamne la Turquie à l’exclusion éternelle de l’Europe. […] Aujourd'hui, nous voulons résolument qu'elle penche du côté européen. […] L'entrée dans l'Union permet de fixer les populations parce que c'est un choix d'identité, de prospérité et de liberté. Le développement est toujours plus humain à la maison ». D'après Hubert Durand-Chastel, sénateur, tout rejet de la demande d'adhésion turque devrait être accompagné par la mise en place d'une forme alternative d'association laquelle diminuerait les effets du rejet. Jacques Delors, ancien président de la Commission européenne (de 1985 à 1995) a déclaré, dans Le Soir-Éco daté 28-29 décembre 2002 : « aujourd'hui, après ce que nous avons promis, dire non à la Turquie serait contribuer à des rancœurs, des divisions, à des mouvements de masse qui mettent en danger la paix et la compréhension mutuelle entre les habitants de la planète ». Les négociations visant à retirer l'obligation constitutionnelle française d'organiser un référendum pour toute adhésion à l'UE après celle de la Croatie, ont donné lieu à une nouvelle proposition selon laquelle un tel référendum ne serait obligatoire que pour l'adhésion des pays dont la population représente plus de 5 % de la population totale de l'Union ; cette clause s'appliquerait donc principalement à la Turquie et à l'Ukraine. Le Sénat français a cependant bloqué cette modification de la constitution afin de maintenir de bonnes relations avec la Turquie. |
| Grèce       | La Grèce est divisée sur le sujet. Georges Papandréou, président du Parti socialiste, ancien ministre des Affaires étrangères, s'est prononcé en faveur de l'adhésion,. L'ancien premier ministre grec Kóstas Karamanlís en est l'un des plus fervents soutiens. L'ancien ministre grec de la Défense, Yiánnos Papantoníou soutient que « si la Turquie rejoint l'Union européenne, elle sera obligée, lors de son adhésion, de respecter ses règles et ses valeurs, ce qui résoudra en soi-même beaucoup de nos problèmes ». |
| Hongrie     | La Hongrie a exprimé à plusieurs reprises son soutien à l'adhésion turque. En novembre 2008, lors d'une visite à Ankara, les responsables du comité des affaires européennes du parlement hongrois ont soutenu la Turquie pour son intégration à l'Union européenne. En 2005, lors d'une visite du Premier ministre turc Recep Tayyip Erdoğan en Hongrie, le Premier ministre hongrois Ferenc Gyurcsany a assuré le soutien de la Hongrie à la Turquie pour son intégration à l'Union européenne. Ce soutien se poursuit sous Viktor Orbán. |
| Irlande     | Les parlementaires irlandais, qui ont affiché leur soutien à l'adhésion de la Turquie à l'Union européenne, espèrent qu'un nouveau chapitre sur les négociations entre la Turquie et l'UE, au point mort début 2014, s'ouvrira d'ici la fin de la présidence de l'Irlande à l'Union européenne en juin 2014[réf. nécessaire]. |
| Italie      | Massimo D'Alema, ancien ministre italien des Affaires étrangères, a réaffirmé, le 14 juin 2007 que son pays soutient l'adhésion turque. Dans un sondage publié en 2004, 67 % des Italiens y étaient favorables. |
| Lettonie    | La Lettonie soutient la Turquie dans ses efforts visant à intégrer l'Union européenne. La Lettonie a réaffirmé son soutien à la Turquie lors d'une rencontre en mars 2007 à Genève entre le ministre des affaires étrangères letton Artis Pabriks et le ministre d'État turc Mehmet Aydin. |
| Lituanie    | La Lituanie, dans une note adressée par le président lituanien Valdas Adamkus au président de la république de Turquie Abdullah Gül, appuie la Turquie sur sa perspective d'adhésion, ce qui rendrait l'Union européenne plus forte et permettra le bien-être et la sécurité dans la région. |
| Luxembourg  | Au Luxembourg, le Premier ministre Jean-Claude Juncker s'est dit favorable sur le principe de l'adhésion bien qu'il considère que, « si elle doit comprendre un jour 35 ou 40 États membres, l'UE doit concevoir une nouvelle forme d'intensité d'adhésion ». |
| Malte       | Cette section est vide, insuffisamment détaillée ou incomplète. Votre aide est la bienvenue ! Comment faire ? |
| Pays-Bas    | Aux Pays-Bas, la gauche (Parti travailliste et Parti socialiste), les libéraux (VVD, Democraten 66) et une partie des démocrates-chrétiens sont favorables à l'adhésion. Une partie des démocrates-chrétiens et l'extrême droite la critiquent, mais pour des raisons différentes : les premiers critiquent moins le principe que le degré de démocratisation de la Turquie, les seconds mettent en avant la majorité musulmane de la Turquie. |
| Pologne     | « La Pologne soutient l'entrée de la Turquie dans l'Union européenne » a déclaré le 18 novembre 2008 le ministre polonais des Affaires étrangères Radosław Sikorski, et le gouvernement de Donald Tusk a affirmé dans le programme de la présidence polonaise de l'UE vouloir saisir « toutes les occasions pour poursuivre les négociations d'adhésion ». Cependant, la Ligue des familles polonaises (parti au pouvoir de 2005 à 2007) qui était représentée par 10 députés au Parlement Européen de 2004 à 2009, s'oppose à l'adhésion de la Turquie, puisque le territoire d'un des membres de l'Union est occupée par ce pays. Prof. Maciej Giertych décrit la Turquie comme une autre civilisation. |
| Portugal    | Le gouvernement portugais, composé de socialistes, est résolument favorable à l'adhésion turque. Le secrétaire d'État portugais aux Affaires européennes, Manuel Lobo Antunes, a rejeté l'idée formulée par Nicolas Sarkozy d'un débat sur les frontières de l'Europe en décembre 2007, et ajouté : « toutes les négociations d'adhésion ont un but : l'adhésion, une fois que les critères sont remplis. Les accords souscrits par les États membres doivent être respectés. Nous pensons qu'il est important, fondamental que la Turquie rejoigne l'Union européenne une fois qu'elle aura rempli tous les critères. » M. Lobo Antunes a confirmé par la suite que son pays était opposé à toute rupture de la « dynamique d'adhésion » et que « les engagements doivent être honorés ». De son côté, le Parti social-démocrate (opposition de droite modérée) est également favorable à l'adhésion. En 2006, 49 % des Portugais considéraient que « les différences culturelles entre Turquie et UE sont trop importantes pour permettre une adhésion ». |
| Roumanie    | La Roumanie a défendu en mai 2008, par le biais de son Premier ministre Călin Popescu-Tăriceanu, la vocation européenne de la Turquie et a proposé son aide pour le processus de négociation. |
| Royaume-Uni | Le Royaume-Uni fait partie des plus fervents soutiens de l'adhésion de la Turquie,. Cependant, Nigel Farage, l'ancien chef du Parti pour l'indépendance du Royaume-Uni qui est représenté au Parlement européen par 12 députés, décrit une éventuelle adhésion comme un « désastre », et l'idée de son adhésion comme « presque folle ». Nigel Farage considère le soutien du Premier ministre David Cameron pour l'adhésion comme « irresponsable et illégitime ». En 2006, 47 % des sondés britanniques considèrent que « les différences culturelles entre Turquie et UE sont trop importantes pour permettre une adhésion ». |
| Slovaquie   | Le président de la Slovaquie Ivan Gašparovič et le président grec Károlos Papoúlias ont réaffirmé leur soutien à la Turquie dans ses efforts d’adhésion à l’Union européenne lors d'une rencontre le 20 novembre 2008 en Grèce. Le Parti national slovaque (SNS, parti au pouvoir de 2006 à 2010) soutient la candidature de ce qu'il considère comme des pays européens (Serbie, Monténégro) et rejette celle de la Turquie. Selon Ján Slota, l'adhésion de la Turquie à l'UE augmenterait l'influence des États-Unis sur les affaires européennes. |
| Slovénie    | La Slovénie a soutenu les négociations pour l'adhésion de la Turquie lors de sa présidence de l'Union européenne au dernier semestre 2007. Le Premier ministre Janez Jansa, en visite à Ankara en novembre 2007 a dit que son pays continuerait à soutenir la candidature de la Turquie. |
| Suède       | Lors d'une conférence de presse conjointe avec les Premiers ministres des pays baltes en 2005, la Suède a exprimé son soutien à l'adhésion de la Turquie à l'Union européenne. Selon elle, l'élargissement de l'Union européenne permettra de promouvoir la paix et la stabilité dans la région. Le gouvernement social-démocrate suédois de Göran Persson était l'un des plus fervents soutiens de son adhésion mais quelques partis de l’opposition, tels que le Nationaldemokraterna ou les Démocrates suédois qui sont entrés au Parlement en 2010, y sont fermement opposés. |
| Tchéquie    | Concernant la Tchéquie, en 2007 le Premier ministre tchèque Mirek Topolanek avait exprimé à Prague le soutien de son pays à l’intégration de la Turquie à l’UE. Le ministre tchèque des Affaires étrangères Karel Schwarzenberg a indiqué en novembre 2008 que son pays soutenait l’objectif de la Turquie d’adhérer rapidement à l’Union européenne. Selon un sondage de 2010, seulement 25 % des sondés soutient l'adhésion de la Turquie. Parmi les opposants, les personnes ayant suivi un enseignement supérieur montrent le plus haut taux de rejet de la possibilité d'adhésion avec 66 % de rejet. |

#### En Turquie
L'ouverture des négociations avec l'UE en décembre 2004 a été célébrée en Turquie. Depuis, la population turque est devenue sceptique d'une part en raison des délais imposés aux négociations, qui sont considérés comme l'expression d'un manque d'enthousiasme, et d'autre part en raison des référendums autrichiens et français censés se tenir pour l'adhésion.
En 2006, d'après l'Eurobaromètre, 55 % des Turcs approuvaient l'affirmation selon laquelle « les différences culturelles entre Turquie et UE sont trop importantes pour permettre une adhésion ».
Un sondage daté de 2007 met en évidence que 41,9 % des Turcs soutenaient l'adhésion (en augmentation depuis 2006 où ils n'étaient que 32 %), que 27,7 % y sont opposés et qu'enfin 24,0 % y étaient indifférents. Un sondage daté de 2009 montre que le soutien à l'adhésion a augmenté jusqu'à 48 %, parallèlement à l'opinion négative qui est passé de 28 % à 32 %.

#### Ailleurs dans le monde
Plusieurs fois, les États-Unis ont soutenu l'entrée de la Turquie dans l'UE car ils considèrent cela comme un avantage géostratégique pour le monde occidental. Barack Obama a déclaré, dans un discours prononcé le 6 avril 2009 à Ankara, que la Turquie liait le monde musulman à l'Occident. Plusieurs politiciens ont déclaré qu'il n'était pas question de permettre l'ingérence des États-Unis dans la politique intérieure de l'Union. Ainsi, dans le Spiegel, Bernd Posselt (CSU) déclara que l'« UE n'est pas le jouet d'Obama ». Selon lui, le président américain « essaye de récompenser les Turcs aux dépens des Européens, et en même temps d'affaiblir ou de miner l'intégration européenne ». Il a d'ailleurs suggéré qu'Obama accueille « la Turquie comme 51e État ».

### Situation géographique et historique

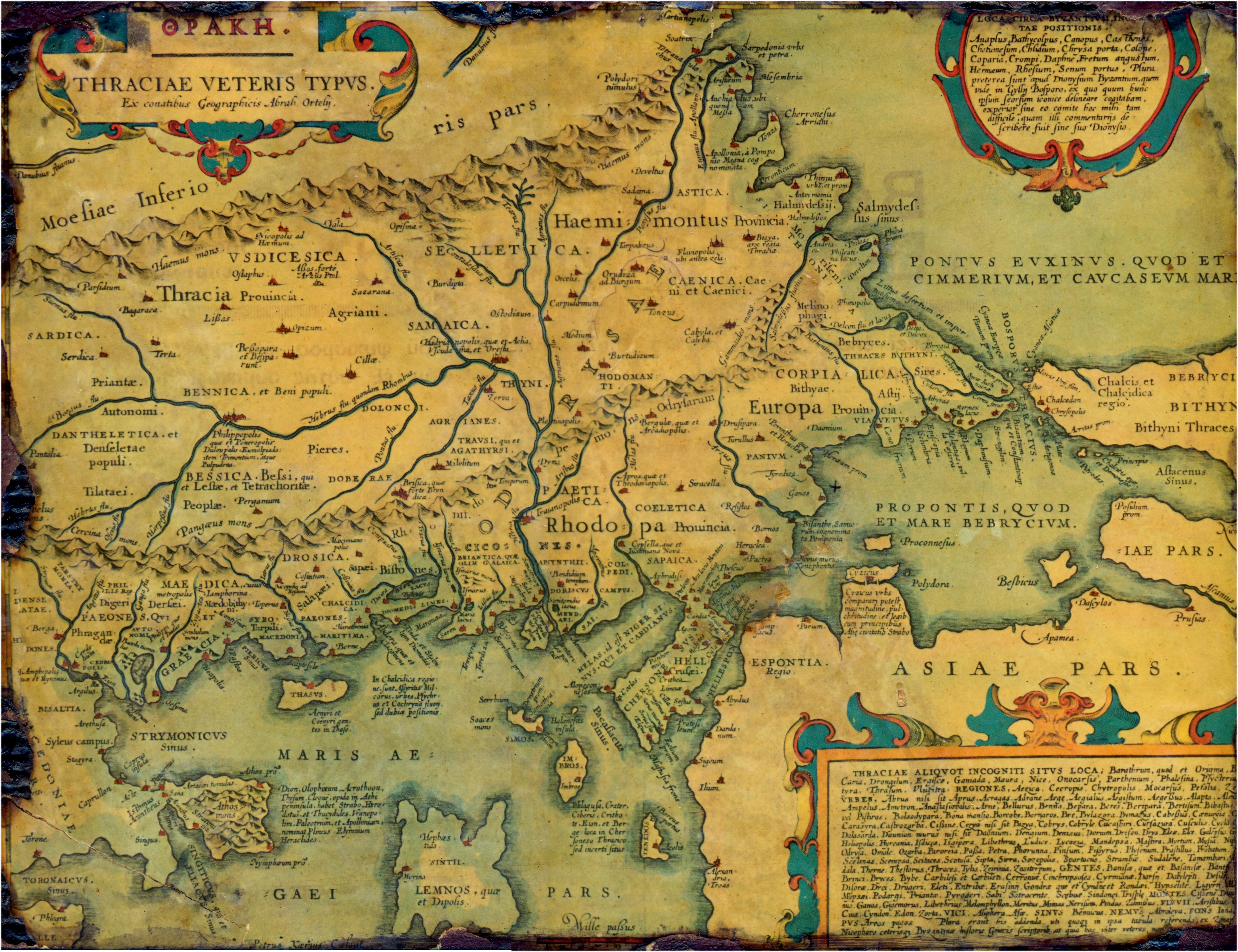
Carte de la Thrace antique, indiquant Turquie, « Asiae Pars », et la province d’Europe.

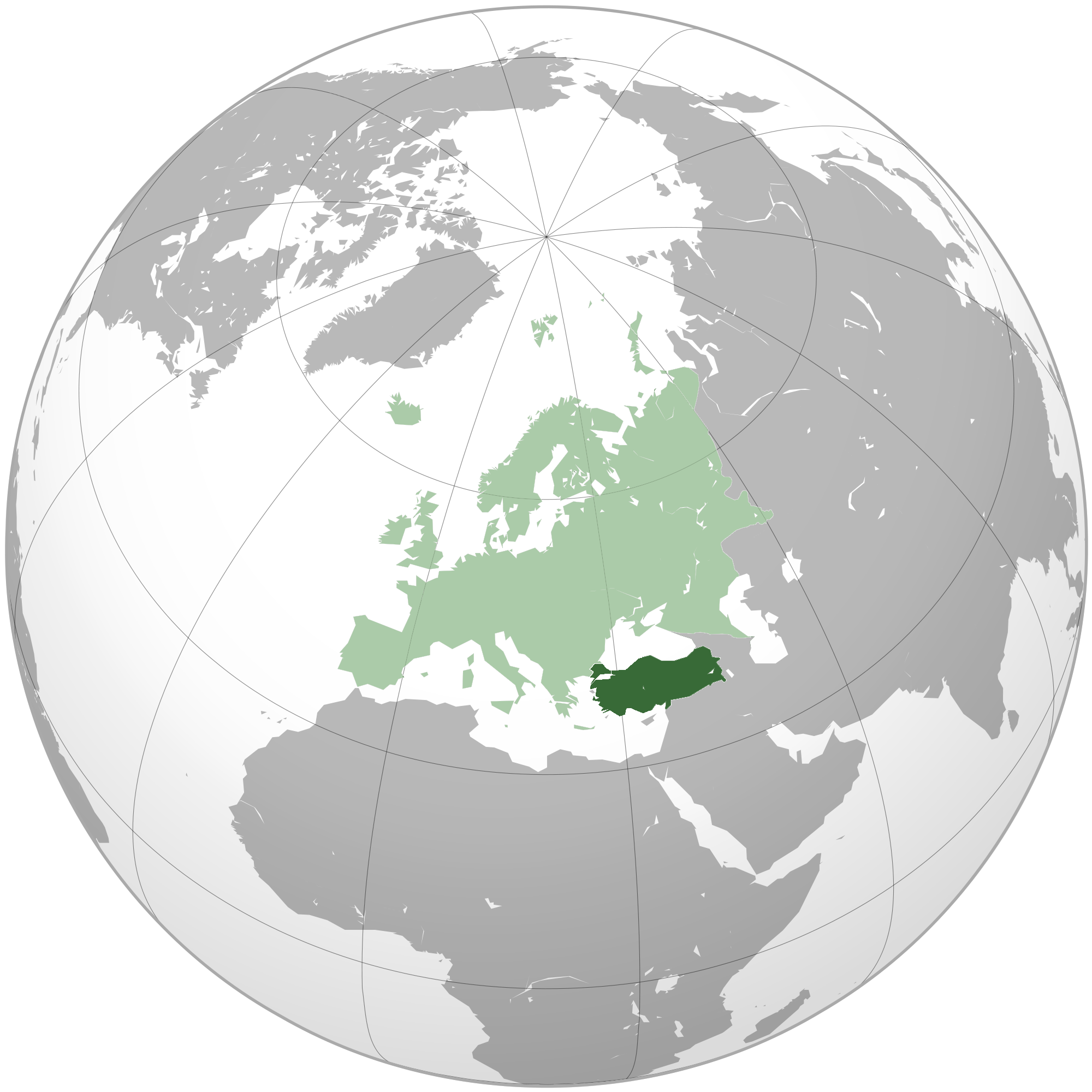
Carte globale du continent européen (vert clair) et de la Turquie (vert foncé).

Dans la vision géographique classique, basée sur la forme des terres émergées, l'Europe est usuellement séparée de l'Asie à l'est par le massif de l'Oural et le fleuve Oural. Au sud-est, la mer Caspienne, le massif du Caucase, le détroit du Bosphore la séparent du Proche-Orient. Les limites géographiques de l'Europe n'incluent donc pas l'intégralité du territoire de la Turquie, que l'on situe en grande partie en Asie Mineure.
Selon des personnalités politiques aussi différentes que l'ancien président de la République française Valéry Giscard d'Estaing, l'ancien chancelier d'Allemagne fédérale Helmut Schmidt ou l'ancien Premier ministre socialiste Laurent Fabius et François Bayrou, président du Mouvement démocrate (qui estiment qu’une adhésion turque empêchera le développement du projet politique européen), ou dans une perspective opposée Philippe de Villiers, président du Mouvement pour la France (qui défend des thèses souverainistes), la Turquie n’est européenne « ni par la géographie, ni par l’histoire ».
Toutefois, des géographes – tel Pascal Clerc, maître de conférences à l'IUFM d'Aix-Marseille ; Michel Grésillon, professeur à l'université du Maine, ; Éric Glon, professeur l'université de Lille-I, et Patrick Picouet, maître de conférences à l'université de Lille – et politistes – Jean-François Bayart, directeur de recherches au Centre national de la recherche scientifique, ancien directeur du Centre d'études et de recherches internationales, – ont objecté que la pertinence des détroits, comme frontière continentale, serait nulle, et que la géographie seule, même physique, ne saurait établir de frontières immuables à l'Europe. Selon la convention cartographique héritée de Tatichtchev, le géographe officiel du tsar Pierre le Grand, 3 % seulement du territoire turc se trouve géographiquement en Europe, mais, dans ce cas, le territoire chypriote serait intégralement hors de l'Europe.
De son côté, la Turquie souligne son implication dans l’Histoire de l'Europe depuis 400 ans. Celle-ci est attestée, en effet, par les conquêtes militaires de l’Empire ottoman ; la Thrace orientale fut conquise, comme le reste de leur territoire, sur les ruines de l’Empire byzantin (à la mort de Soliman II, en 1566, les frontières de l’Empire ottoman s’étendaient jusqu’au nord de Budapest, englobant la Hongrie, la Moldavie, la Serbie, la Bulgarie et la Grèce). Néanmoins, il est difficile de faire reposer une implication dans l'histoire de l’Europe à l'aune seulement de conquêtes militaires, comme ont pu le faire les Maures en envahissant la péninsule ibérique.
La Turquie insiste aussi sur le fait que la plupart de ses sultans furent d'origine européenne et que, jusqu'en 1922, les sultans s'intitulaient officiellement empereur des Romains en référence à leur prédécesseur Basileus. Le droit romain que lui légua Byzance inspira dès le XIVe siècle la politique de l'État. Les sultans ottomans préféraient se marier avec des esclaves d'origine européenne, et en particulier avec des Albanaises, des Italiennes, des Arméniennes ou encore des Serbes. François Ier de France s'allia avec les Turcs contre les Habsbourg. Des officiers de l'armée ottomane furent envoyés en formation en France chez Louis XVI puis en Allemagne, où ils reçurent une formation militaire et politique. Le 9 janvier 1853 (c'est-à-dire peu avant la guerre de Crimée), le tsar Nicolas Ier déclare à l'ambassadeur britannique, Hamilton Seymour, à propos de l'Empire ottoman : « Il faut nous entendre : tenez ! nous avons sur les bras un homme malade, gravement malade ; ce serait un grand malheur s'il devait nous échapper avant que les dispositions nécessaires fussent prises ».
Pendant près de quatre siècles, l'Empire ottoman occupa l'Europe balkanique et une partie de l'Europe centrale, ce qui fait qu'aujourd'hui, plus de 40 % de la population turque a des origines ethniques européennes. La Turquie insiste également sur le fait que la majorité de sa population est de type gréco-anatolien. Ses représentants actuels considèrent la Turquie comme un État européen dont la culture et les valeurs de l'ouest du pays, qui est une parcelle territoriale européenne conquise après la chute de Constantinople, seraient proches de celles de l'Europe occidentale. L'État turc s'est inspiré de la France et de la Grande-Bretagne, depuis le XIXe siècle (premières réformes des années 1830, Tanzimat de 1839 et 1856, première Constitution du monde musulman en 1876) mais plus particulièrement en 1908, qui vit la révolution Jeunes-Turcs, puis avec les réformes kémalistes.
Gilles Veinstein a quant à lui critiqué les tenants d'une histoire européenne « une et indivisible » à laquelle la Turquie serait « radicalement étrangère », se fondant, notamment, sur l'histoire politique et culturelle de l'empire ottoman aux XVe et XVIe siècles, sur les Tanzimat et les réformes kémalistes. Semih Vaner, directeur de recherches au CNRS, et Jean-Daniel Tordjman, président du Cercle des ambassadeurs,, ont développé des argumentations semblables.

### Identité culturelle
Quant aux discussions sur l'appartenance culturelle de la Turquie à l'Europe, tout dépend si celle-ci met avant toute chose l'accent sur l’héritage des Lumières, voire du Christianisme, ou si celle-ci se trouve fondée sur une vision plus extensive du concept de culture européenne.
Des conservateurs, comme l'ancien président de la République française, Valéry Giscard d'Estaing et des socialistes, comme l'ancien président du Conseil constitutionnel français Robert Badinter ainsi que les Belges Karel Van Miert et Willy Claes, estiment que la Turquie ne se reconnaît pas elle-même, pour la majorité de son peuple, comme une démocratie laïque - comme l'atteste d'ailleurs un sondage récent réalisé par l’Université Bahcesehir d’Istanbul (sur un échantillon de 1.715 personnes au cours des mois d’avril et de mai 2009), qui montre que pour 62 % des personnes interrogées, la religion est la valeur suprême ; la laïcité et la démocratie arrivant respectivement au deuxième et troisième rang avec 16 % et 13 % d’opinions favorables - alors que c'est la norme en Union européenne, comme l'atteste l'acquis communautaire toujours défendu par la Cour européenne des droits de l'homme. Dès lors, ils estiment que la Turquie est culturellement incompatible avec l'UE. Il resterait à démontrer que cette statistique démarque la Turquie de pays tels que la Roumanie, la Grèce ou la Pologne, dont les statistiques d'adhésion aux idées religieuses sont tout aussi impressionnantes.
Pour ceux qui regrettent que le christianisme n’ait pas été mentionné dans le projet de traité constitutionnel, l’arrivée d’un pays historiquement multiculturel, mais à présent musulman à 95 % constitue une menace, ou tout au moins un déséquilibre, dans une Europe traditionnellement chrétienne, quoique son unification repose sur la réaffirmation, par les Traités européens ayant succédé au Traité de Rome (1957), de la laïcité des États qui constituent l'Union Européenne.
Les Turcs considèrent leur pays comme un État fortement séculier, de la même façon qu'une partie de l’UE se définit elle-même. Néanmoins, le renouveau religieux, dont témoignent le retour du voile et le vote islamo-conservateur (AKP), fait douter une partie des observateurs de la pérennité du « kémalisme » et des principes laïcs en Turquie. Dans les années 1980 et 1990, Samuel P. Huntington souligne que le gouvernement turc aurait donné au Bureau des affaires religieuses un budget supérieur à d'autres ministères, il aurait aussi financé la construction de mosquées et il aurait rendu l'instruction religieuse obligatoire dans les écoles publiques.
Le problème posé par les droits des minorités religieuses et culturelles, restreints en 1983 par le régime militaire ont également été soulevés, mais ces droits, déjà restaurés partiellement dès 1991, ont été fortement étendus en 2001 et 2004, afin de se conformer aux critères de l'Union européenne.